# Дзгоева, Алла Дзантемировна
Алла Дзантемировна Дзгоева (род. 5 декабря 1939 года, поселок БМК, Беслан, СССР) — советская и российская артистка балета, хореограф и балетмейстер, исполнительница танцев народов мира, Заслуженная артистка РСФСР (1974). Заслуженная артистка СОАССР (1966).

## Биография
Родилась 5 декабря 1939 года в поселке БМК, Северо-Осетинской АССР (РСО-Алания). С 1946 по 1956 годы училась в средней школе. После окончания школы, поступила на математический факультет в СОГУ им. К. Л. Хетагурова, а затем в школу эстрадного искусства в Москве, где она обучалась у педагогов И. И. Арбатова и Э. М. Грикуровой. С 1960 по 1981 годы местом работы стала Северо-Осетинская государственная филармония. С 1982 по 1986 годы работа в Республиканском дворце пионеров и школьников в Орджоникидзе, ныне Владикавказ. С 1991 по 1992 год преподаёт курс философии индийской йоги на ФПК СОГУ во Владикавказе.
Началу творческого восхождения Аллы Дзгоевой способствовал её супруг, заслуженный артист СОАССР Игорь Гокинати, основатель осетинской эстрады, который в 1960 году создаёт эстрадный ансамбль «Иди с улыбкой», в котором Алла Дзгоева выступает с программой «Поэма о танце». В 70-80-х годах Алла Дзгоева получила признание не только в своей стране, но и за её пределами. Ее талант восторженно принимали в разных странах, особенно в тех, национальные танцы которых она исполняла. Выступление в Индии, Болгарии, Германии и других странах отмечались в печати. В то время это была единственная танцовщица в СССР, исполнявшая полный сольный концерт. Огромные физические нагрузки Алла Дзгоева смогла преодолевать с помощью серьезных занятий йогой. Поездки в Индию помогли ей освоить основные секреты йоги. В настоящее время она делится своими знаниями в группах оздоровительной йоги и занимается постановкой танцев народов мира.

## Семья
- Супруг — Гокинати, Игорь Владимирович — Заслуженный артист СОАССР.
- Дочь — Гокинати Тамара, эстрадная певица, дипломант второго Всесоюзного конкурса «Новые имена», призер международного конкурса Голос Азии.
- Внук — Игорь Гокинати, окончил МГУКИ по специальности академический вокал.

## Награды и звания
- Заслуженная артистка СОАССР (1966)
- Заслуженная артистка РСФСР (1974)
- Медаль «Ветеран труда» (1982)
- Медаль «За доблестный труд. В ознаменование 100-летия со дня рождения Владимира Ильича Ленина» (1970)

## Галерея

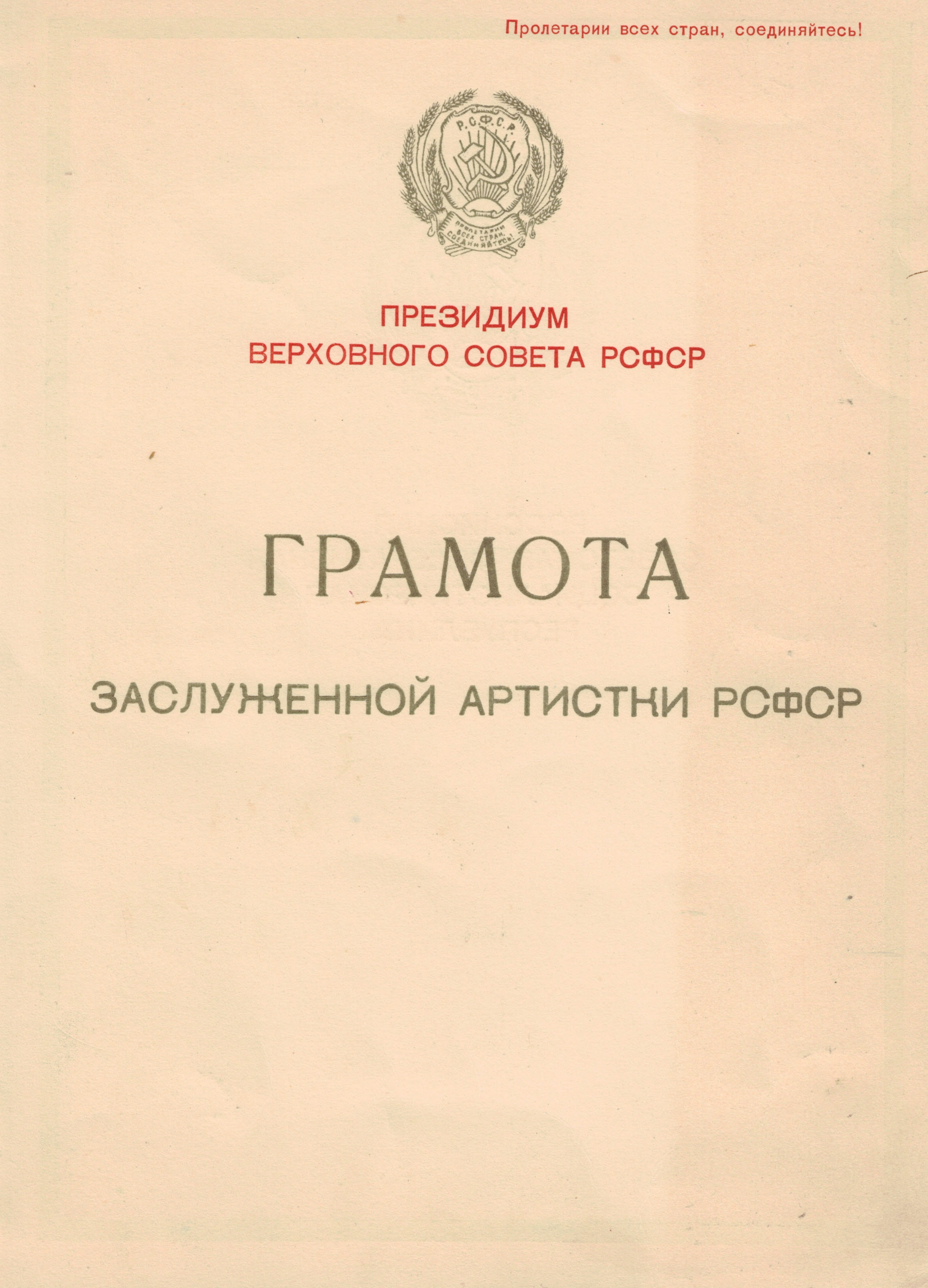
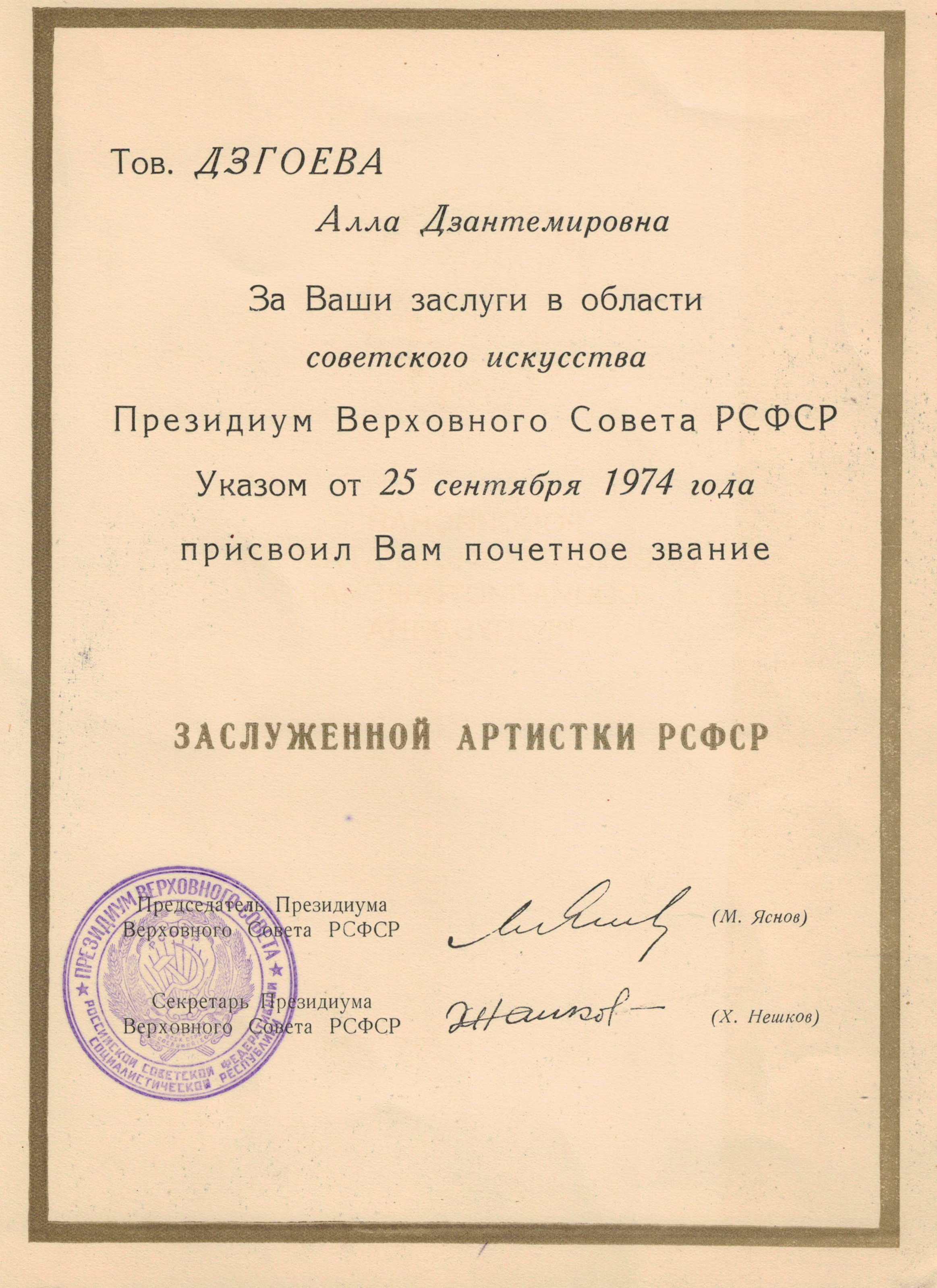
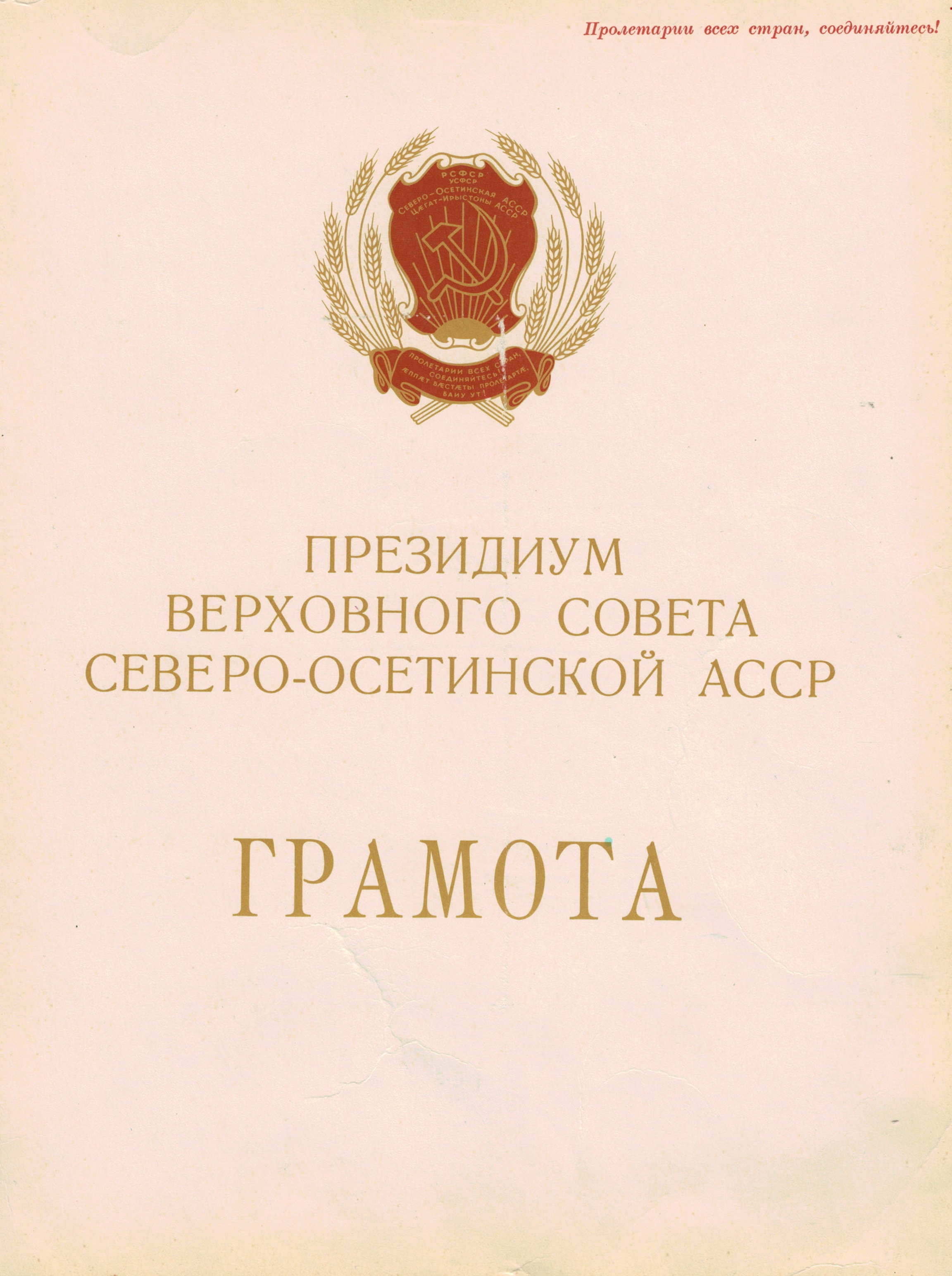
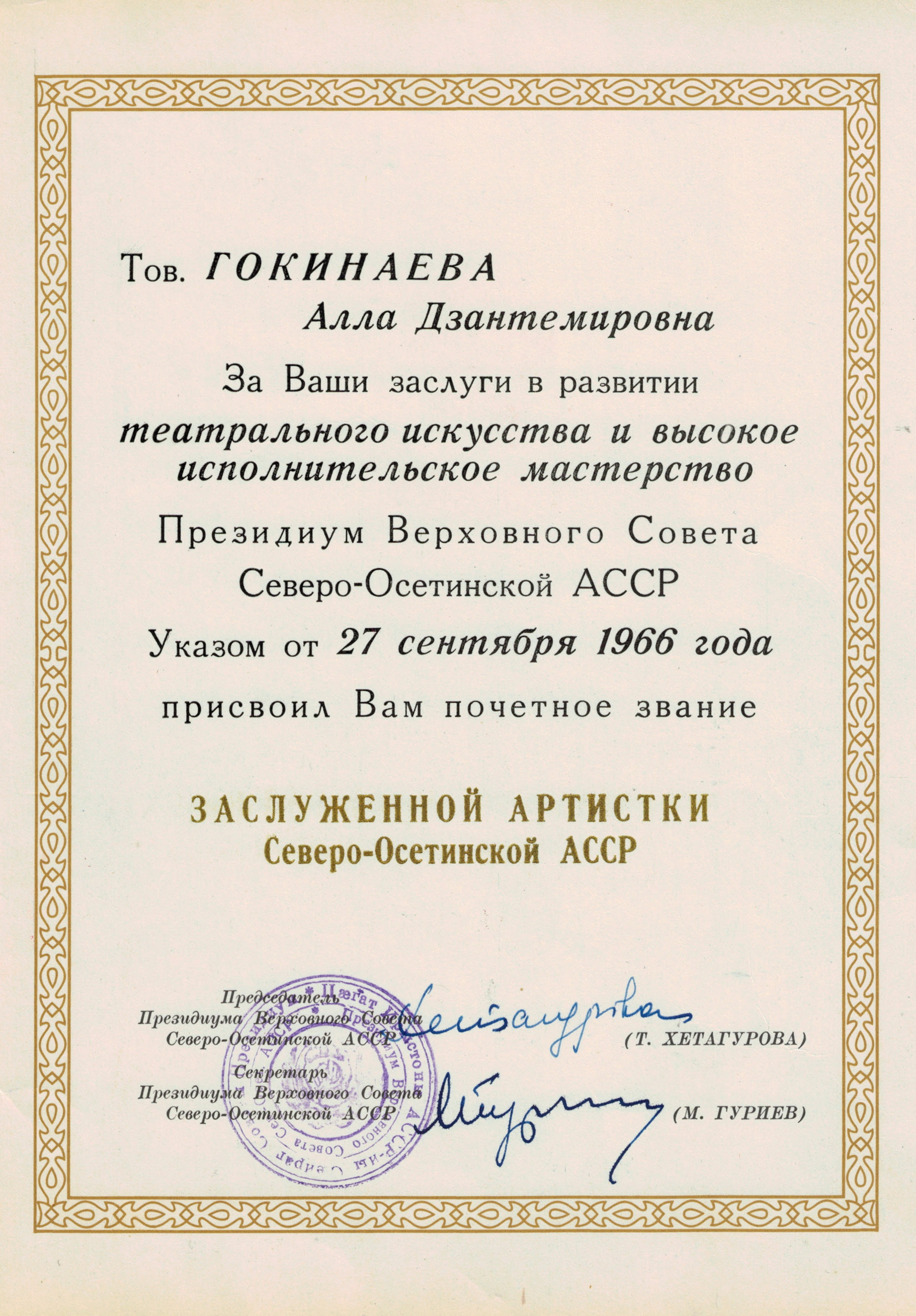